# Square du Docteur-Blanche
Le square du Docteur-Blanche est une voie privée du 16e arrondissement de Paris, en France. 

## Situation et accès
Cette voie, large de 5 mètres et longue de 94 mètres, commence rue du Docteur-Blanche (au no 53 bis) et se termine en impasse. Elle est à double sens pour la circulation automobile.
Elle est desservie au plus proche par la ligne 9 du métro de Paris à la station Jasmin.

## Origine du nom
Elle tient son nom du voisinage de la rue éponyme, nommée en l'honneur du médecin aliéniste Esprit Blanche (1796-1852). Il avait installé sa maison de santé en 1846 dans le quartier.

## Historique
Le square est ouvert sous sa dénomination actuelle en 1927.
Essentiellement résidentiel, il ne compte aucun commerce ; les plus proches sont situés rue du Docteur-Blanche. 

## Bâtiments remarquables et lieux de mémoire
- Nos 8-10 : Maison Jeanneret (Fondation Le Corbusier) et Maison La Roche[4].